# Anthiinae

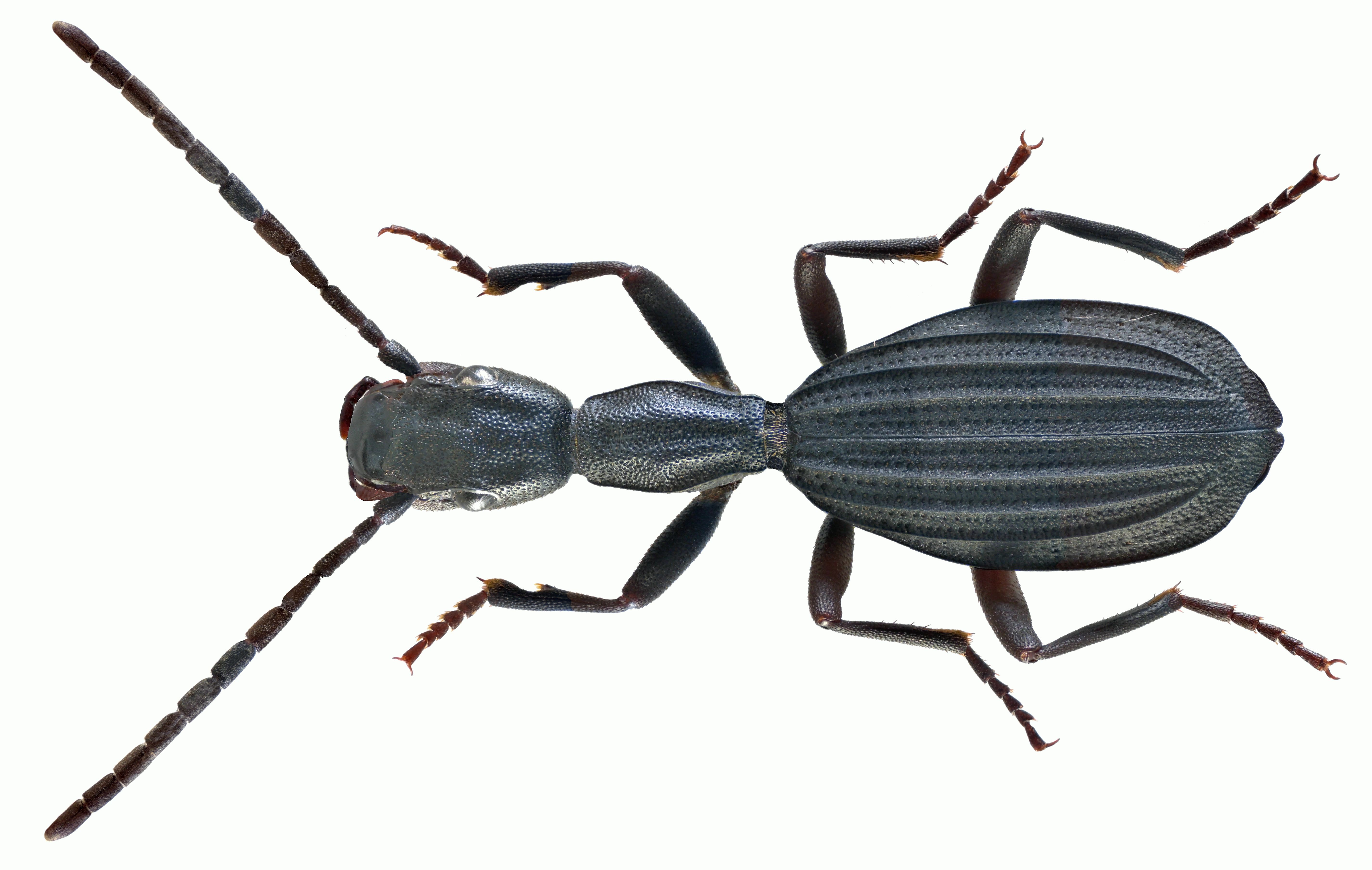
Netrodera formicaria

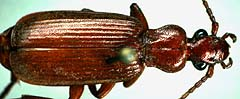
Helluomorphoides latitarsis

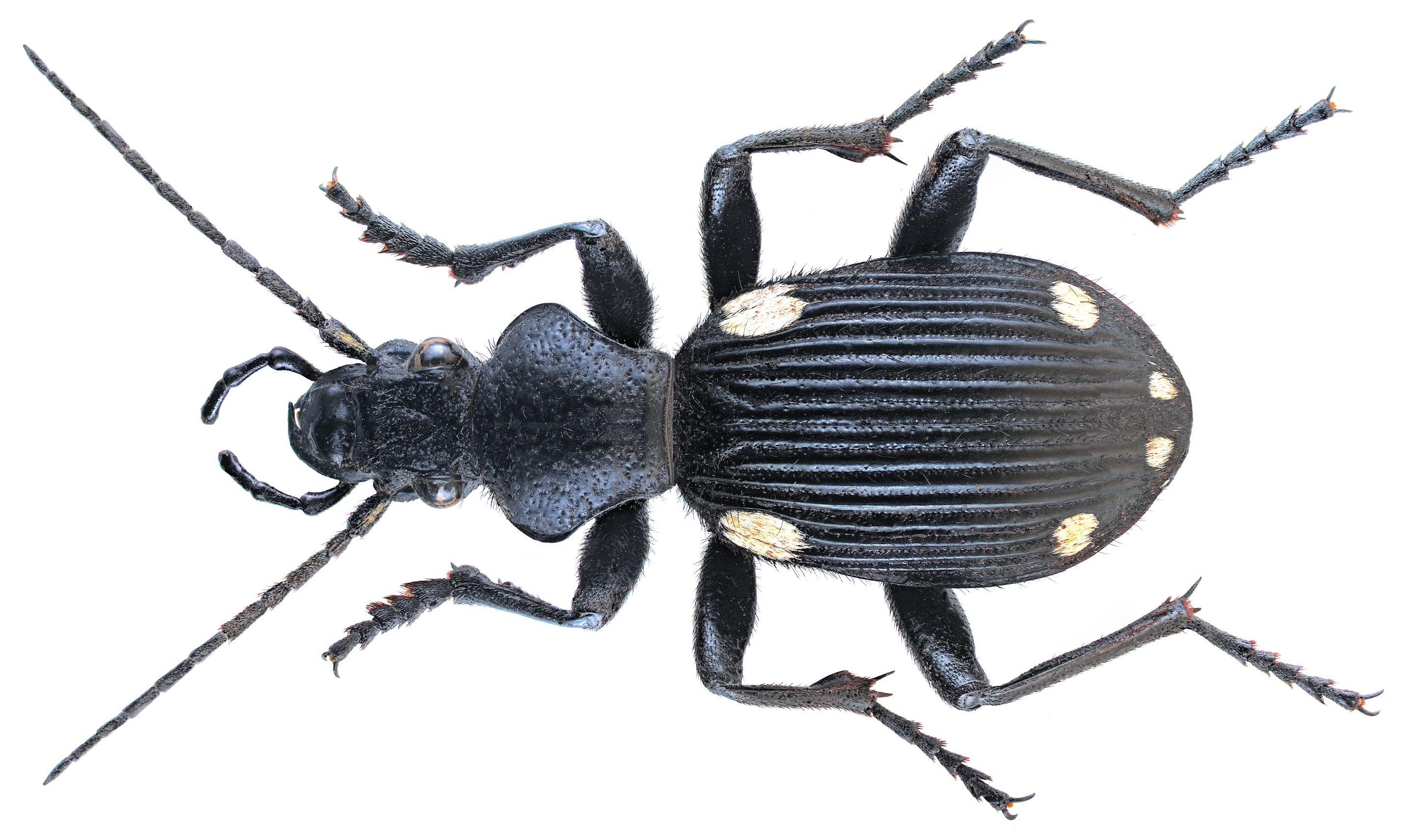
Anthia hexastica

Anthiinae – podrodzina chrząszczy z podrzędu drapieżnych i rodziny biegaczowatych.

## Taksonomia
Takson ten wprowadzony został w 1813 roku przez Franco Andreę Bonelliego w drugiej części jego Observations entomologiques. R. Jeannel grupował obecne Helluonini i Anthiini w rodzinie Anthiidae. T. L. Erwin i L. L. Sims analogiczny do Anthiinae takson obejmujący plemienia Physocrotaphini, Helluonini i Anthiini określali jako nadplemię Anthiitae. P. Basilewsky łączył plemiona Anthiini, Dryptini, Galeritini, Helluonini, Physocrotaphini i Zuphiini w jedno nadplemię: Zuphiitae, która ta hipoteza znalazła wsparcie w badaniach molekularnych Ober i Maddisona.

## Opis
Przedstawiciele plemienia Physocrotaphini i część Helluonini to gatunki uskrzydlone, natomiast większość Anthini i niektóre Hellouonini są bezskrzydłe. Większość gatunków prowadzi nocny tryb życia. Wszystkie są drapieżne, a niektóre, jak Netrodera i Termophilum wyspecjalizowały się w polowaniu na termity.
Niektóre gatunki, jak biegacz białoplamy (Anthia mannerheimi), bywają hodowane w terrariach.

## Rozprzestrzenienie
Chrząszcze głównie tropikalne, zasiedlające krainy: afrotropikalną, neotropikalną, orientalną i tropikalną część Australii. Niektóre Anthiini i Helluonini sięgają również do Holarktyki, a przedstawiciele Helluonina występują na terenie całej Australii. Największą bioróżnorodność poza strefą tropikalną podrodzina ta osiąga w południowej części Palearktyki i Nearktyki.

## Systematyka
Według Häckela i Farkača do Anthiinae należy 350 gatunków zgrupowanych w 41 rodzajach i 3 plemionach, z których 2 dzielą się na 2 podplemiona:
- Anthiini Bonelli, 1813
  - Anthiina Bonelli, 1813
  - Cyphlobina Strohmayer, 1928
- Helluonini Hope, 1838
  - Helluonina Hope, 1838
  - Omphrina Jedlicka, 1941
- Physocrotaphini Chaudoir, 1863

Według Carabidae of the World do podrodziny tej należy 40 rodzajów zgrupowanych w 3 plemiona, przy czym baza ta nie wyróżnia podziału na podplemiona dla plemienia Anthiini.